# Nesiotica cladara
Nesiotica cladara là một loài bướm đêm thuộc phân họ Arctiinae, họ Erebidae.